# Arlene Francis
Arlene Francis (* 20. Oktober 1907 als Arline Francis Kazanjian in Boston, Massachusetts; † 31. Mai 2001 in San Francisco, Kalifornien) war eine US-amerikanische Schauspielerin und Moderatorin.

## Leben
Ihr Vater war ein armenischer Einwanderer. Ende der 1920er Jahre nahm sie Schauspielunterricht und ging nach Hollywood. Ihr Filmdebüt gab sie 1932 an der Seite von Bela Lugosi in Mord in der Rue Morgue als eine von Lugosis Figur getötete Prostituierte. Da der Durchbruch in Hollywood ausblieb, konzentrierte sich Francis auf eine Laufbahn am Theater. Sie spielte in zahlreichen Aufführungen am Broadway und war zeitweilig Mitglied von Orson Welles’ Mercury Theatre. 1938 spielte sie unter der Regie von Welles in Dantons Tod von Georg Büchner. Im selben Jahr wirkte Francis in Welles’ Regiedebüt Too Much Johnson mit. Von dem lange als verschollen geltenden Film wurde im August 2013 ein gut 40-minütiges Fragment entdeckt.
In den 1940er Jahren begann Francis für das Radio zu arbeiten; sie trat in zahlreichen Sendungen auf. Popularität erlangte sie in Amerika aber durch ihre Teilnahme an der beliebten Fernsehshow What's My Line?, der Originalversion von Was bin ich? Von 1950 bis Mitte der 1970er gehörte sie zum festen Rateteam, in dem neben ihr zeitweilig auch Bennett Cerf und Dorothy Kilgallen saßen. In Deutschland ist Francis vielleicht aber eher durch ihre Nebenrollen in einigen Filmproduktionen der 1960er Jahre in Erinnerung geblieben, so in Billy Wilders Eins, zwei, drei als Ehefrau von James Cagney und in der Doris-Day-Komödie Was diese Frau so alles treibt. In Wilders Fedora hatte Francis 1978 ihren letzten Filmauftritt.
Arlene Francis war von 1946 bis zu dessen Tod 1986 mit dem Schauspieler Martin Gabel verheiratet, aus der Ehe ging ein Sohn hervor. Sie litt zuletzt über Jahre an der Alzheimer-Krankheit und starb 2001 im Alter von 93 Jahren.

## Filmografie (Auswahl)
- 1932: Mord in der Rue Morgue (Murders in the Rue Morgue)
- 1938: Too Much Johnson
- 1943: Stage Door Canteen
- 1948: Alle meine Söhne (All My Sons)
- 1950–1974: What's My Line (Fernsehshow, als regelmäßige Teilnehmerin)
- 1957–1958: The Arlene Francis Show (Fernsehserie)
- 1961: Eins, zwei, drei (One, Two, Three)
- 1963: Was diese Frau so alles treibt (The Thrill of It All)
- 1972: Harvey (Fernsehfilm)
- 1977: Fedora